# Helen Darbishire
Helen Darbishire (Oxford, 26 de febrer de 1881-Grasmere, 11 de març de 1961) va ser una professora i estudiosa de la literatura anglesa, especialment de Milton i Wordsworth.
Darbishire va estudiar en el Somerville College d'Oxford, on va ser lectora de 1926 a 1931. Va estar un any com a professora visitant en el Wellesley College de Massachusetts, però durant la major part de la seva vida va residir en Somerville. Allí es va dedicar quasi enterament a l'estudi de l'obra de Milton juntament amb un grup de deixebles que van continuar i van ampliar els seus estudis.
En 1932 va publicar The Early Lives of Milton, i entre 1952 i 1955 va veure la llum la primera edició completa i anotada de la seva obra sobre Milton, Milton's English Poems. Encara que les opinions sobre la precisió d'aquesta obra varien, es considera un text a tenir en compte en l'estudi de l'obra del poeta.
En 1932 va publicar The Early Lives of Milton, i entre 1952 i 1955 va veure la llum la primera edició completa i marcada de la seva obra sobre Milton, Milton's English Poems. Encara que les opinions sobre la precisió d'aquesta obra varien, es considera un text a tenir en compte en l'estudi de l'obra del poeta.
A més de l'obra de Milton, a la mort d'Ernest de Selincourt, qui havia estat el seu professor, en 1943, va continuar els estudis d'aquest sobre l'obra de William Wordsworth i el seu cercle de poetes. Dins d'aquesta tasca va publicar els tres toms d'aquest estudi. En 1945 va deixar Somerville College, on havia estat administradora principal des de 1931, i va marxar a Grasmere. Allí va continuar els estudis sobre Wordsworth, i va publicar el diari de Dorothy Wordsworth, la germana del poeta, en 1958.
Va ser membre de l'Acadèmia Britànica.